# Sainville
Sainville és un municipi francès, situat al departament de l'Eure i Loir i a la regió de Centre – Vall del Loira. L'any 2007 tenia 942 habitants.

## Demografia

### Població
El 2007 la població de fet de Sainville era de 942 persones. Hi havia 336 famílies, de les quals 56 eren unipersonals (28 homes vivint sols i 28 dones vivint soles), 120 parelles sense fills, 140 parelles amb fills i 20 famílies monoparentals amb fills.
La població ha evolucionat segons el següent gràfic:
Habitants censats

### Habitatges
El 2007 hi havia 379 habitatges, 342 eren l'habitatge principal de la família, 17 eren segones residències i 20 estaven desocupats. 368 eren cases i 11 eren apartaments. Dels 342 habitatges principals, 290 estaven ocupats pels seus propietaris, 43 estaven llogats i ocupats pels llogaters i 9 estaven cedits a títol gratuït; 2 tenien una cambra, 14 en tenien dues, 48 en tenien tres, 82 en tenien quatre i 196 en tenien cinc o més. 282 habitatges disposaven pel capbaix d'una plaça de pàrquing. A 136 habitatges hi havia un automòbil i a 187 n'hi havia dos o més.

### Piràmide de població
La piràmide de població per edats i sexe el 2009 era:
| Homes | Edats   | Dones |
| ----- | ------- | ----- |
| 0     | 95 o +  | 4     |
| 0     | 90 a 94 | 8     |
| 4     | 85 a 89 | 4     |
| 0     | 80 a 84 | 9     |
| 12    | 75 a 79 | 18    |
| 9     | 70 a 74 | 21    |
| 18    | 65 a 69 | 25    |
| 31    | 60 a 64 | 20    |
| 11    | 55 a 59 | 25    |
| 21    | 50 a 54 | 21    |
| 45    | 45 a 49 | 24    |
| 43    | 40 a 44 | 55    |
| 46    | 35 a 39 | 45    |
| 39    | 30 a 34 | 36    |
| 21    | 25 a 29 | 25    |
| 21    | 20 a 24 | 19    |
| 27    | 15 a 19 | 31    |
| 57    | 10 a 14 | 42    |
| 48    | 5 a 9   | 60    |
| 27    | 0 a 4   | 27    |

## Economia
El 2007 la població en edat de treballar era de 608 persones, 475 eren actives i 133 eren inactives. De les 475 persones actives 446 estaven ocupades (233 homes i 213 dones) i 29 estaven aturades (16 homes i 13 dones). De les 133 persones inactives 41 estaven jubilades, 50 estaven estudiant i 42 estaven classificades com a «altres inactius».

### Ingressos
El 2009 a Sainville hi havia 352 unitats fiscals que integraven 976 persones, la mediana anual d'ingressos fiscals per persona era de 20.259 €.

### Activitats econòmiques
Dels 32 establiments que hi havia el 2007, 1 era d'una empresa alimentària, 1 d'una empresa de fabricació de material elèctric, 3 d'empreses de fabricació d'altres productes industrials, 1 d'una empresa de construcció, 9 d'empreses de comerç i reparació d'automòbils, 2 d'empreses de transport, 2 d'empreses financeres, 3 d'empreses de serveis, 5 d'entitats de l'administració pública i 5 d'empreses classificades com a «altres activitats de serveis».
Dels 8 establiments de servei als particulars que hi havia el 2009, 1 era una oficina de correu, 1 una oficina bancària, 3 tallers de reparació d'automòbils i de material agrícola, 1 lampisteria i 2 perruqueries.
L'únic establiment comercial que hi havia el 2009 era una fleca.
L'any 2000 a Sainville hi havia 16 explotacions agrícoles que ocupaven un total de 1.248 hectàrees.

## Equipaments sanitaris i escolars
L'únic equipament sanitari que hi havia el 2009 era una farmàcia.
El 2009 hi havia una escola elemental.

## Poblacions més properes
El següent diagrama mostra les poblacions més properes.